# Lig (Canale d'Isonzo)
Lig (in italiano in passato Liga o anche Liga di Canale) è un insediamento sparso di 123 abitanti del comune di Canale d'Isonzo, arroccato sulla riva sinistra dello Iudrio, al confine con l'Italia.

## Geografia fisica
I rilievi principali sono: monte Čelo, 664 m; monte Goderno, 694 m; monte Kal, 645 m.
Il territorio dell'insediamento sparso è bagnato dal torrente Iudrio (Idrija), sub-affluente dell'Isonzo.

## Storia
Fece parte per secoli della Contea di Gorizia e Gradisca.

Con la Convenzione di Fontainebleau del 1807, si trovò al confine col Regno d’Italia napoleonico, per poi entrarvici, nel Dipartimento di Passariano, col trattato di Schönbrunn (1809), che delimitava il nuovo confine con le Province illiriche lungo il corso del fiume Isonzo dalla sorgente allo sbocco in mare.

Col Congresso di Vienna nel 1815 rientrò in mano austriaca, divenendo capoluogo del comune catastale di Idria di Canale; passando in seguito sotto il profilo amministrativo al Litorale austriaco nel 1849.
Successivamente il comune catastale di Idria venne aggregato al comune di Canale. Nel 1919 venne annesso all'Italia come il resto della regione e nel 1923 venne integrato nella neocostituita Provincia del Friuli, per poi passare assieme al resto del comune, nel 1927, alla ricostituita Provincia di Gorizia. Passò poi alla Jugoslavia e quindi alla Slovenia.

## Monumenti e luoghi d'interesse
La chiesa parrocchiale di Maria Zell (Marijino Celje), posta a un'altitudine di 676 m, è consacrata a san Zeno e alla Vergine e appartiene alla Diocesi di Capodistria.
Insieme al santuario di Castelmonte, arroccato sulla riva sinistra dello Iudrio, e a quello del Monte Santo, nella valle dell'Isonzo, il santuario di Maria Zell dà origine alla via dei monti sacri, un triangolo di chiese consacrate alla Madonna. Dall’arca del santuario di Maria Zell, a quota 600 s.l.m., sono ben visibili gli altri due santuari, con interposte da una parte la Valle dell’Isonzo e dall’altro la Valle dello Judrio.
Una seconda chiesa è situata in centro a Lig ed è intitolata a sant'Antonio da Padova.
In prossimità di Britof, su una collina della valle dello Iudrio, è ubicata la chiesetta di San Canziano, che presenta un antico altare dorato in stile barocco e degli affreschi cinquecenteschi.

## Cultura

### Eventi
La località di Lig è nota anche per la tradizionale festa della castagna, che si svolge da oltre 40 anni e rappresenta l'evento principale del piccolo insediamento. 
Le peculiari condizioni climatiche, infatti, consentono la crescita dei castagni lungo il torrente Iudrio e in particolare della specie più prestigiosa, detta in friulano Il maron. Intorno alla piccola località, invece, cresce la castagna di Lig (in sloveno liški kostanj), resa possibile dall'aria calda proveniente dalla valle friulana.

Inoltre a Lig è possibile rintracciare le maschere e i costumi tradizionali del paese.

## Geografia antropica
Il paese è costituito da i piccoli nuclei abitati di Lig, Kostanjevica, Greben, Lovišče, Melinki e Strmec.